# Gibeon (Meteorit)
Der Gibeon-Meteorit (englisch Gibeon Meteorite; offiziell nur als Gibeon bezeichnet) ist ein Eisenmeteorit, dessen Bruchstücke erstmals 1836 in Südwestafrika, nahe der Stadt Gibeon am Ostufer des Großen Fischflusses (Visrivier) in der Region ǁKharasKlicklaut gefunden wurden. Die Fundkoordinaten liegen bei 25° 30′ 0″ S, 18° 0′ 0″ O. Er wurde zuerst von Capt. James Edward Alexander beschrieben.
Der kaiserliche Geologe Paul Range berichtete 1913 von einzelnen Massen, die in situ auf den im Gebiet vorkommenden, pleistozänen Kalahari-Kalken aufliegend entdeckt wurden. Range schloss daraus, dass der Meteorit erst nach Bildung dieser Formationen gefallen sein konnte. Datierungen dieser Schichten ergeben ein Alter von 13.000 bis 30.000 Jahren. Das Entstehungsalter des Meteoriten selbst wird mit über vier Milliarden Jahren angegeben.
31 Bruchstücke des Meteoriten sind in der namibischen Hauptstadt Windhoek zu sehen.

## Entstehung
Beim Eintritt in die Atmosphäre zerplatzte er in mehrere tausend Bruchstücke, die in einem Gebiet von rund 370 × 185 km niedergingen – das größte bekannte Meteoritenstreufeld auf der Erde. Das Gibeon-Streufeld ist mittlerweile ziemlich abgesucht, mindestens 26 t Meteoritenmaterial wurden gefunden.
Der Meteorit stammt aus dem Asteroidengürtel und wird als feiner Oktaedrit der Gruppe IV A klassifiziert, seine Struktur ist polykristallin und zeigt die Widmanstätten-Struktur. Diese Struktur ist ein unverwechselbares Kennzeichen für die meteoritische Herkunft, denn es gibt nichts Irdisches, das diese Struktur aufweist.

## Farbe und Zusammensetzung
Seine Farbe ist silbrig-metallisch glänzend. Der Meteorit besteht aus den Mineralen Kamacit und Taenit. Er enthält die folgenden Elemente, in der Massen-Reihenfolge, beginnend mit der größten: Eisen, Nickel, Cobalt, Phosphor, Schwefel, Kohlenstoff, Chrom, Kupfer, Platin, Ruthenium, Arsen, Osmium, Gallium, Iridium, Rhodium, Gold, Germanium, Zink.
Chemische Zusammensetzung: 91,8 % Eisen; 7,7 % Nickel; 0,5 % Cobalt; 0,04 % Phosphor; 1,97 ppm Gallium; 0,111 ppm Germanium; 2,4 ppm Iridium

## Galerie

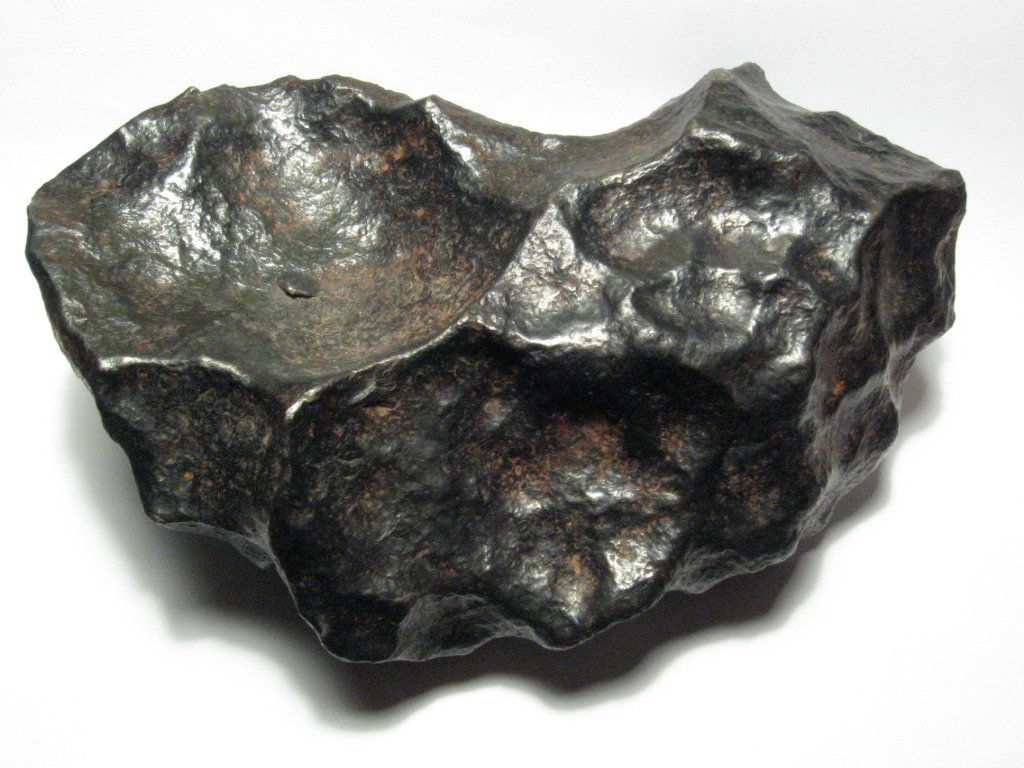
Stück des Gibeon-Meteoriten
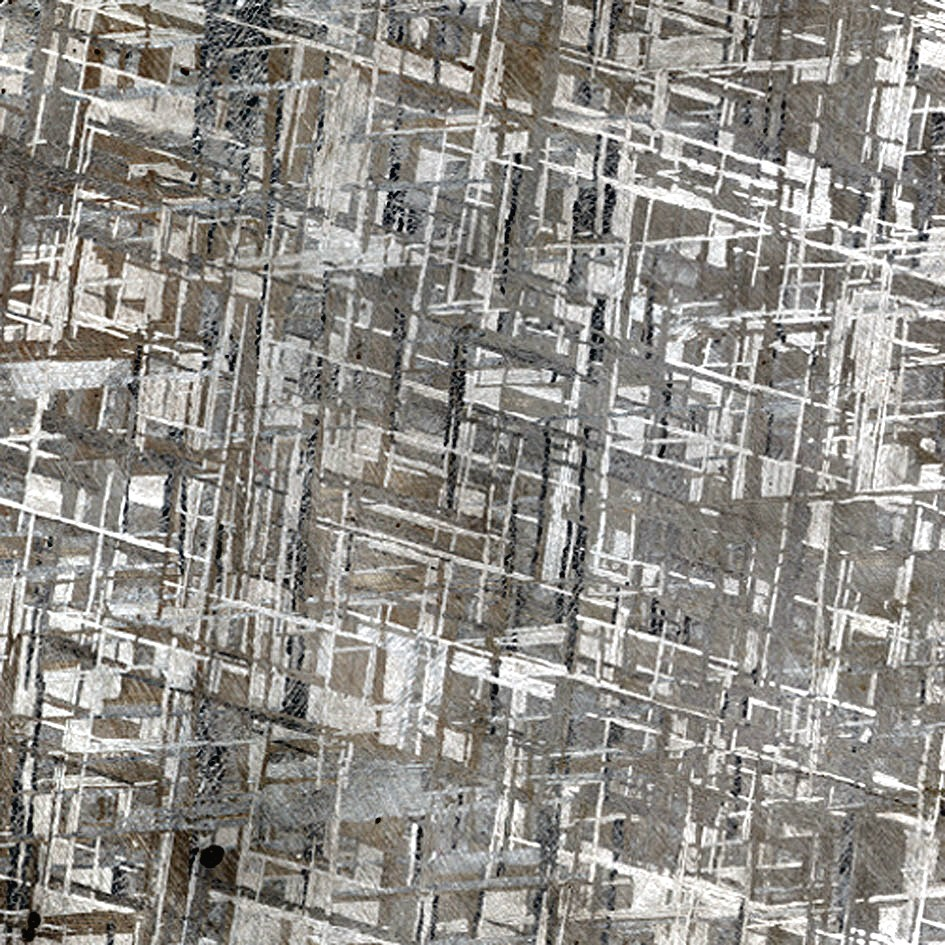
Widmanstätten-Struktur in der angeätzten Oberfläche eines Stücks aus dem Gibeon-Streufeld
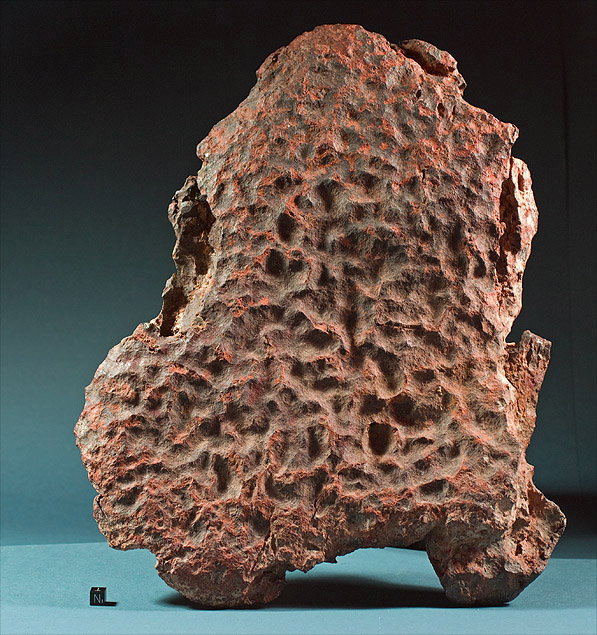
Maltahöhe – ein schildförmiges mit gut erhaltenen Regmaglypten bedecktes Stück des Meteoriten von 30 kg im Fundzustand
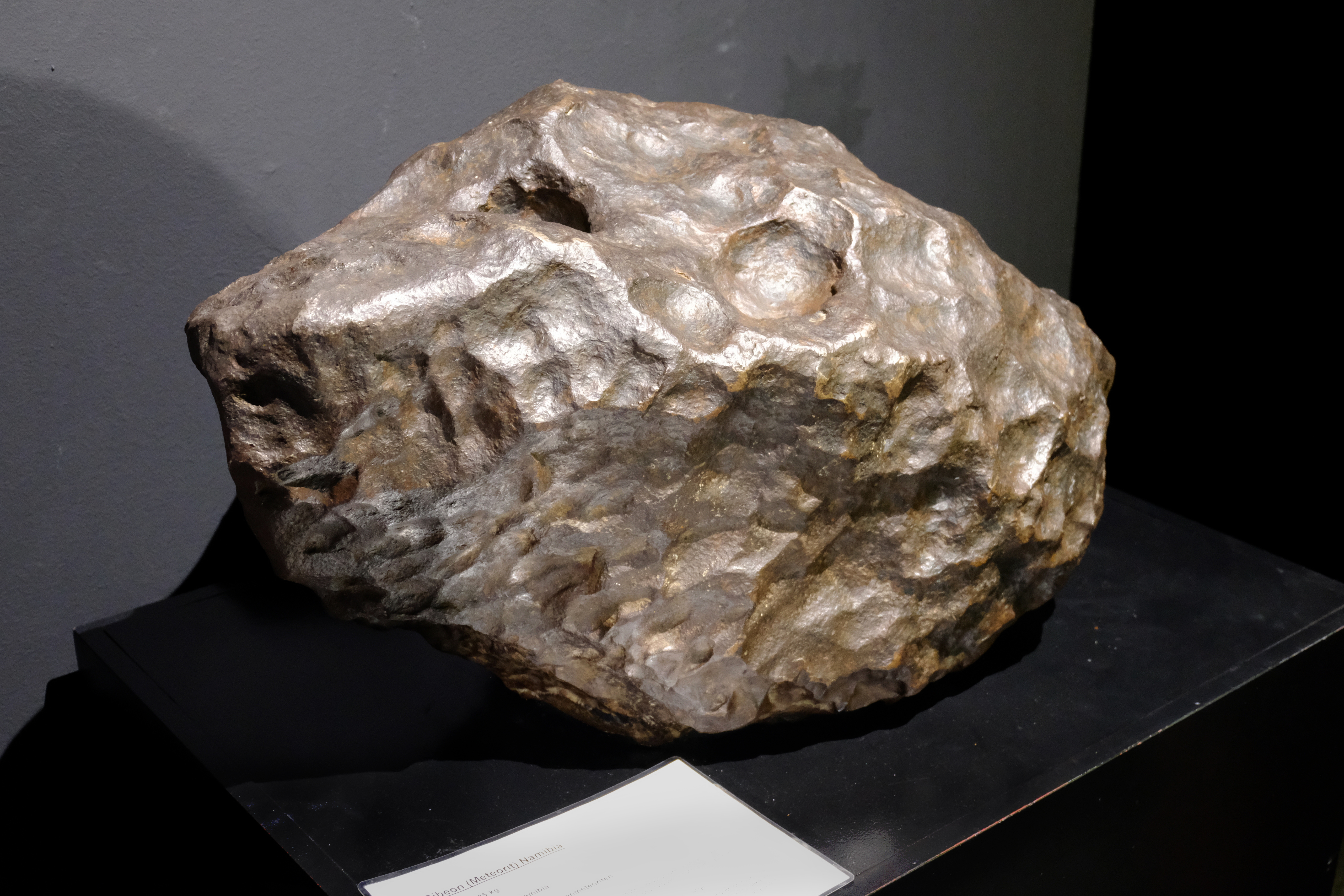
Ein Stück des Meteoriten im Museum Mineralogia